# Skrivbord (datorgrafik)

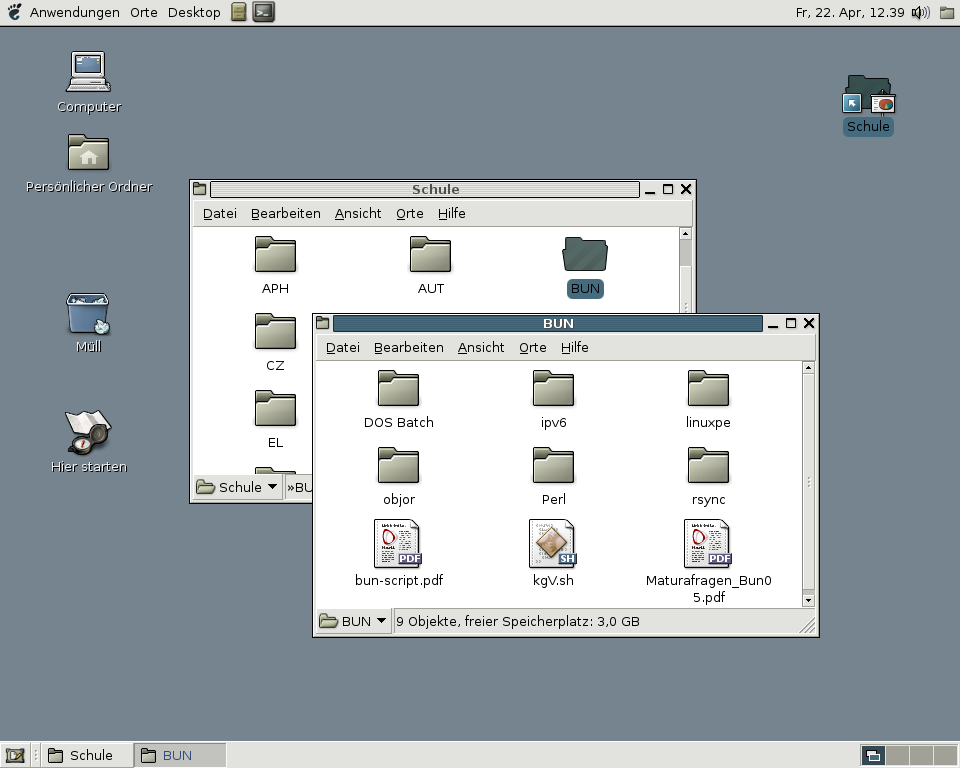
Ett skrivbord.

Skrivbord, även skrivbordsyta, efter engelskans desktop, är en gränssnittsmetafor i datorsammanhang. Skrivbordet visas som en yta i ett grafiskt användargränssnitt, som ligger i bakgrunden av fönster och dialogrutor. Användaren kan ofta placera objekt på skrivbordet, som då åskådliggörs som ikoner. Dessa ikoner kan användas för att öppna program, dokument och annat. Vanligtvis finns även menyer, fält eller lister också. Det hela påminner om ytan på en skrivbordsmöbel. När man tar fram något på skrivbordet döljs ytan helt eller delvis, men sedan när man tar bort det blir skrivbordsytan åter helt synlig.
Benämningen uppkom under 1970-talet på forskningsinstitutet PARC, där man studerade hur kontorsanställda arbetade.